# Przędzina
Przędzina – wyrób włókienniczy płaski wytwarzany z jednego lub kilku układów nitek. Najczęściej tworzona jest z dwóch układów nitek osnowy i wątku ułożonych jeden nad drugim. Nie splatają się jednak jak w tkaninie, ale są przeszywane przez trzeci układ nitek – osnowę przeszywającą. Przędziny mogą być produkowane jako gładkie oraz z okrywą runową lub pętelkową. W celu uzyskania barwnych wzorów przędziny gładkie poddawane są drukowaniu. 

## Zastosowanie
- bielizna
- ręczniki
- zasłony
- materiał izolacyjny
- wykładziny podłogowe